# هالام هوب
هالام هوب (بالإنجليزية: Hallam Hope)‏ هو لاعب كرة قدم بريطاني في مركز الهجوم، ولد في 17 مارس 1994 في مانشستر في المملكة المتحدة. شارك مع منتخب إنجلترا تحت 16 سنة لكرة القدم ومنتخب إنجلترا تحت 17 سنة لكرة القدم ومنتخب إنجلترا تحت 18 سنة لكرة القدم ومنتخب إنجلترا تحت 19 سنة لكرة القدم. أما مع النوادي، فقد لعب مع شيفيلد وينزداي ومانشستر سيتي ونادي إيفرتون ونادي بوري ونادي كارلايل يونايتد ونورثامبتون تاون.

## وصلات خارجية
- هالام هوب على موقع قاعدة بيانات كرة القدم.إي يو (الإنجليزية)
- هالام هوب على موقع ناشيونال فوتبول تيمز (الإنجليزية)
- هالام هوب على موقع Soccerbase.com (لاعب) (الإنجليزية)
- هالام هوب على موقع Soccerway.com (الإنجليزية)
- هالام هوب على موقع AS.com (الإسبانية)